# Михайло Нацович
Михайло Нацович, рідше Нацевич (ст.-укр. Михаил Нацевич, лат. Michael Naczowicz, лит. Mykolas Načkaitis; пом. до 2 серпня 1478) — литовський боярин герба Долива, син Начки (Петра) Гінівіловича.
Перша згадка про нього датується часами великого князя Свидригайла Ольгердовича, коли М. Нацович хрестив Яцька, сина руського боярина Василя Копочевича.
Мав братів Андрія, Якуба, Яна та Миколая. Дружина — Агрипина (Катерина), донька волинського князя Василя Острозького «Красного», одружена раніше з Іваном Гойцевичем. Задля шлюбу вона перейшла з православ'я у католицтво. З жінкою Нацевич прижив доньку Ганну, що близько 1486 р. вийшла заміж за Миколая Івановича Ілініча. Михайло, либонь, був останнім чоловічим нащадком старости троцького Гінівіла, оскільки, як припускає історик Рімвідас Петраускас, брати померли бездітними.
Активної участі в політичнім житті ВКЛ М. Нацович не брав. Володів маєтностями у Жослах й Зельві, а с. Межиріччя надав у держання боярину Юрію Мимейковичу з обов'язком «службу боярскую шляхетскую конемъ служити потому, яко и иншие бояре шляхта служетъ».
Близько 1455–65 р. разом з братом Яном зробив пожертву на костел в Жослах, фундованому батьком. Перед листопадом 1470 року вибудував костел Непорочного зачаття Діви Марії, блаженного апостола Якова і архангела Михаїла в Зельві (Волковиський повіт). Боярин записав на храм десятину з села Шиловичі та 7 селян з с. Малишевичі, натомість плебан мав служити 2 заупокійні служби в тиждень.
1478 р. Агрипина судилась з дружиною п. Василя Копачевича, внаслідок чого, за розпорядженням короля Казимира Ягеллончика, Копачевський маєток Деречин було відділено від приналежної Нацовичам Зельви.